# Mason (DJ)
Pour les articles homonymes, voir Mason.
Mason est le pseudonyme du DJ et producteur néerlandais Iason Chronis né le 17 janvier 1980.
Il doit le succès à son titre Exceeder qui a subi une refonte totale en 2007 grâce à un mashup nommé Perfect (Exceeder)  : celui-ci est un mashup de l'instrumental du titre Exceeder de Mason avec le vocal du second titre Perfect de Princess Superstar.

## Discographie

### Albums
- Mason – They Are Among Us                 (Animal Language 2011)
- Mason presents Animal Language        (DJ Mag covermount CD) (Mag 2010)
- The Amsterdam Tapes vol.1	              (Newstate 2008)
- 5 Years Electronation                              (NEWS 2007)
- Top Of The Clubs 34 mixed by Mason (Kontor 2007)

### Singles
- Little Angel feat. Aqualung		(Animal Language 2011)
- Boadicea feat. Roisin Murphy		(Animal Language 2011)
- Runaway				                (Ministry Of Sound Australia 2011)
- Runaway / Let’s Get Ferretic	    	(Animal Language 2010)
- You Are Not Alone		    	        (Animal Language 2010)
- Corrected feat. DMC & Sam Sparro (Animal Language / Ministry Of Sound 2010)
- Syncom / The Badger		    	        (Animal Language 2010)
- Ignite / Who Killed Trance	    	(Animal Language 2009)
- Artex / Intimate Expresse	    	        (Pickadoll 2009)
- At The Hippo Bar / Affra	    		(Animal Language 2009)
- Frontrow Chemistry / Capibara       (Animal Language 2009)
- The Ridge (Oliver Koletzki remix)  (Great Stuff 	2009)
- The Amsterdam Tape		    	(Blanco Y Negro 2009)
- Kippschwinger / Amsterdam Tape (Animal Language 2009)
- The Ridge			                  	(Great Stuff	2008)
- Bermuda Triangle		   	        (Ego 2008)
- Quarter			   	                        (Great Stuff / Vendetta / Sound Division 2007)
- Wheb Farners Attack (Malente)	(Unique 2008)
- The Screetch			   	        (Great Stuff 2007)
- Perfect (Exceeder)	   	        (Ministry Of Sound / Sony BMG 2007)
- The Benedict Files		   	        (Aleph 2006)
- Bigboy Exercises    		                (Middle Of The Road	2006)
- Exceeder                                              (Great Stuff 2006)
- Exceeder  / Follow Me         	   	(Middle Of The Road 2006)
- The Screetch                        	   	(Middle Of The Road 2005)
- Helikopter EP                      	   	        (Electrix 2004)

### Remixes
- Sharam Jey – Put Ya! (Mason Remix)	                                         (Toolroom 2011)
- Disco Of Doom – Alice Cooper (Mason’s Schools Out Rework)	(Discobelle Records 2011)
- Zoo Brazil – Tear The Club Up (Mason Remix)                               (Refune 2011)
- Jesse Rose – Non Stop (Mason Remix)                                             (Made To Play 2011)
- Nelsen Grover - Awake (Mason Remix)                                           (Animal Language 2010)
- Glenn Morrison – Tokyo Cries (Mason’s Smallroom Mix)             (Blackhole 2011)
- Evil Nine – Stay Up (Mason remix)	                                                 (Gung-ho 2010)
- JCA & TAI – Yalla Yalla (Mason remix)                                             (Great Stuff 2010)
- Rex The Dog – Prototype (Mason’s Animal Language mix)         (Hundahaus 2009)
- Tommy Trash – Stay Close (Mason mix)                                         (Ministry Of Sound Aus. 2009)
- Martin Solveig – One 2 3 Four (Mason’s Dark Disco Mix)             (Mixture 2009)
- Moby – Im In Love (Mason’s Glowsticks-Mix)                                (Mute 2008)
- Robyn – Cobrastyle (Mason Vocal / Dub mix)                                (Konichua 2008)
- Gabriella Cilmi – Save The Lies (Mason Vocal / Dub mix)             (Warner 2008)
- Hadouken – Declaration Of War (Mason Vocal / Dub mix)	         (Atlantic 2008)
- Noisia – Gutterpump (Mason Remix)                                               (Skint 2008)
- AKA the Junkies – Konijntje (Mason Remix)                                   (Magnetron Music 2008)
- DJ DLG – XESS (Mason Remix)                                                           (Pickadoll 2007)
- Mazi & Duriez – This Is Not A Follow Up (Mason Remix)             (Brique Rouge 2007)
- Freeform Five – No More Conversations (Mason Remix)              (Universal 2007)
- Unknown – Style Attract Play (Mason Remix)                                 (Factory	2007)
- Groove Rebels – Breakpoint (Mason Remix)                                    (Hammerskjoeld / Media  2007)
- Unknown – Breathe (Mason Remix)                                                  (Boss/ Ministry of Sound 2007)
- Don Diablo - Blow your speakers (Mason Remix)                          (Ministry of Sound 2007)
- Cygnus X – The Orange Theme (Terry Toner & Mason remix)     (Be Yourself Music 2007)
- Kid Dusty – Constant Rising (Mason Remix)                                   (Python 2007)
- The Age Of Steam  - Disco Mafia (Mason Remix)	                         (CR2 2006)
- Joseph Armani presents Corkscrew – Elbow (Mason Remix)       (Craft Music 2006)
- Ordinary Boys – Lonely At The Top (Mason Remix)                       (B-Unique 2006)
- Patrick Alavi – Quiet Punk (Mason Remix)                                       (King Kong 2006)
- Beatfreakz – Superfreak (Mason Remix)        	                                  (Data / Ministry of Sound	2006)
- Crime Club – The Beast (Mason Remix                                             (Tiger Records / Kontor 2006)
- Monoloop - Hypersentual Love (Mason Remix)                              (Sugaspin 2006)
- Loft 17  - So Ready  (Mason Remix)                                                  (Molto 2006)
- Don Diablo - Never 2 Late to die (Mason Remix)                           (Sellout Sessions 2006)
- Malente - Revolution (Mason Remix)                                                (Unique 2006)
- Don Diablo - Blow your speakers (Mason Remix)                          (Sellout Sessions 2005)